# Upplands runinskrifter 591
Upplands runinskrifter 591 är ett vikingatida runstensfragment av rödaktig granit som hittades i Burvik, Knutby socken och Uppsala kommun. Runstensfragmentet är 0,6 gånger 0,4 meter stort. Runhöjden är 7-8 centimeter. Det upptäcktes 1943 i samband med resningen av runstenen U 590. Fragmentet flyttades till Knutby kyrka.

## Inskriften
Translitterering av runraden:
...k · a͡uk ...
Normalisering till runsvenska:
... ok ...
Översättning till nusvenska:
... och ...